# Festivalul Internațional de Film de la Cannes din 1946
Festivalul Internațional de Film de la Cannes din 1946 a fost primul festival de film organizat în orașul Cannes. S-a desfășurat între 20 septembrie și 5 octombrie 1946.

## Componența juriului
Membri juriului pentru filmele de lung și scurt-metraj prezentate au fost:
- Georges Huisman - istoric, președinte al juriului (Franța)
- Iris Barry (USA)
- Beaulieu (Canada)
- Antonin Brousil (Cehoslovacia)
- J.H.J. De Jong (Olanda)
- Don Tudor (România)
- Samuel Findlater (UK)
- Sergei Gerasimov (Uniunea Sovietică)
- Jan Korngold (Polonia)
- Domingos Mascarenhas (Portugalia)
- Hugo Mauerhofer (Elveția)
- Filippo Mennini (Italia)
- Moltke-Hansen (Norvegia)
- Fernand Rigot (Belgia)
- Kjell Stromberg (Suedia)
- Rodolfo Usigli (Mexic)
- Youssef Wahby (Egipt)
- Helge Wamberg (Danemarca)